# 中華民國—烏干達關係
中華民國與烏干達共和國無正式外交關係，目前也沒有在對方首都互設具大使館功能的代表機構。對烏干達的相關事務由駐南非共和國台北聯絡代表處、台灣駐索馬利蘭共和國代表處共同管轄。

## 政治

### 外交

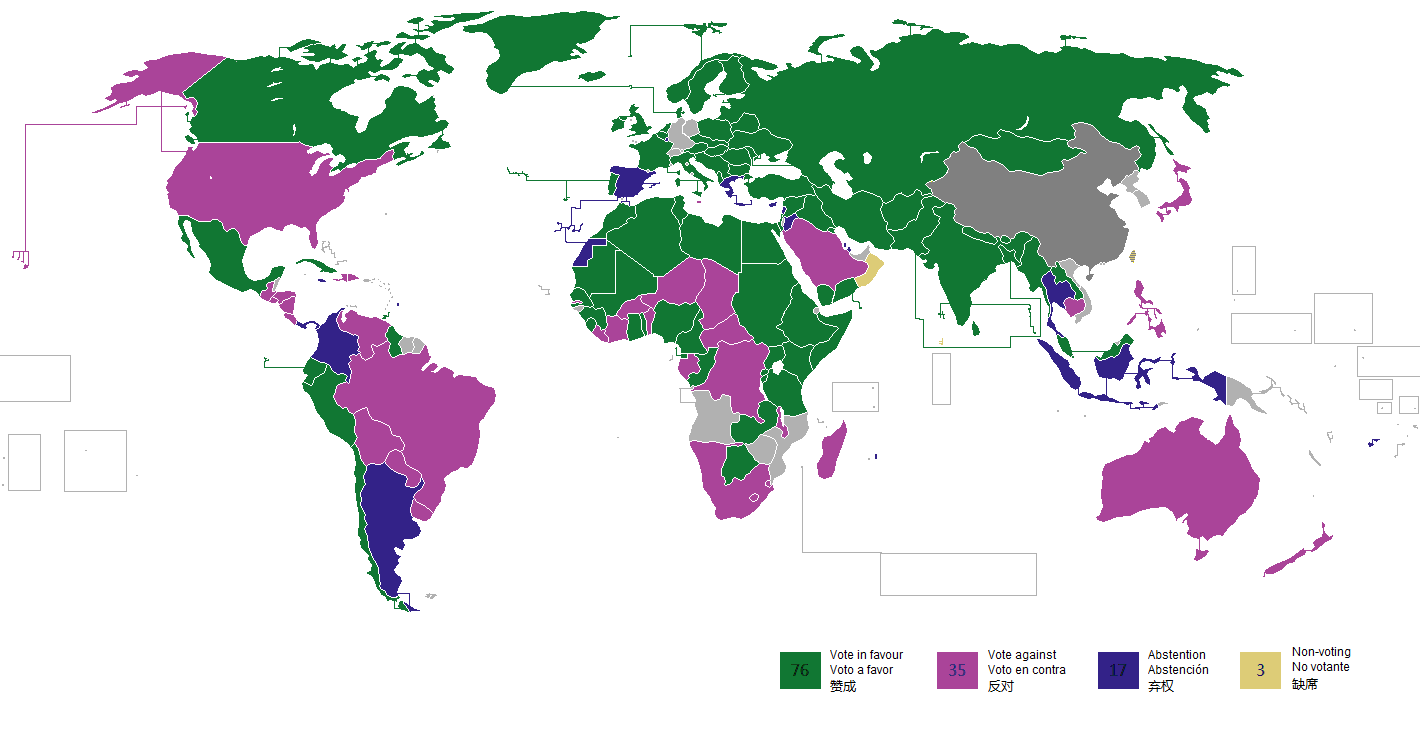
綠色國家表示在1971年的投票中反對中華民國續留聯合國，即《聯合國大會2758號決議》，其中包括烏干達。

在独立前，烏干達國會副議長賽華達於1962年1月访问中華民國。1962年10月9日，烏干達脱离大英帝国独立，但并未与中华民国建交，而是于同年10月18日与中华人民共和国建交:277。
1994年5月，中華民國總統李登輝前往當時的邦交國－南非，參加新任南非總統曼德拉的就職典禮，其間與乌干达总统穆塞維尼不期而遇並且短暫寒暄。
2006年9月，烏干達在聯合國大會的總務委員會中，對於中華民國的邦交國提案，要求聯合國大會將「臺灣2300萬人民在聯合國的代表權及參與問題」與「聯合國應該在維護东亚地区之和平及安全上扮演積極角色」案列入大會議程，發言表示應循去年之例將兩案合併討論，並由正、反方各派2名代表發言，中華人民共和國與其他13個總務委員會代表亦發言支持。最後，會議主席象徵性詢問意見，即裁定無共識，不建議將兩提案列入大會議程。
2007年9月，烏干達在聯合國大會的總務委員會中，發言反對中華民國的邦交國提案將「促請安全理事會依據安理會議事規則第59、60條及聯合國憲章第4條，處理臺灣之會員申請案」列入大會議程。
2017年8月，烏干達體育界人士揭露該國外交部公文，指因為遵守「一個中國」原則，建議烏干達教育部不派出官方代表團參加台北世界大學運動會。但最後烏干達代表團還是如期參賽，並獲得1金1銀1銅成績。

## 經濟

### 貿易
2012年6月16日，經濟部國際貿易局委託中華民國對外貿易發展協會（外貿協會）與54家台灣業者執行「游龍專案」，籌組「2012年非洲南撒哈拉拓銷團」。共前往烏干達、坦尚尼亞、安哥拉及南非，是台灣歷來拓銷非洲最大團。
| 年分 | 貿易總額  | 貿易總額 | 貿易總額 | 出口至烏干達 | 出口至烏干達 | 出口至烏干達 | 自烏干達進口 | 自烏干達進口 | 自烏干達進口 | 順逆差 |
| 年分 | 金額      | 年增減   | 排名     | 金額         | 年增減       | 排名         | 金額         | 年增減       | 排名         | 順逆差 |
| ---- | --------- | -------- | -------- | ------------ | ------------ | ------------ | ------------ | ------------ | ------------ | ------ |
| 2017 | 3,584,026 | ▲3.6%    | 169      | 2,882,726    | ▲6.8%        | 155          | 701,300      | ▼7.7%        | 158          | 順差▲  |
| 2018 | 5,487,475 | ▲53.1%   | 160      | 4,296,893    | ▲49.1%       | 148          | 1,190,582    | ▲69.8%       | 151          | 順差▲  |
| 2019 | 5,279,644 | ▼3.8%    | 164      | 4,716,346    | ▲9.8%        | 150          | 563,298      | ▼52.7%       | 168          | 順差▲  |
| 2020 | 5,253,459 | ▼0.5%    | 161      | 3,976,580    | ▼15.7%       | 151          | 1,276,879    | ▲126.7%      | 153          | 順差▼  |
| 2021 | 5,276,166 | ▲0.4%    | 164      | 3,332,052    | ▼16.2%       | 159          | 1,944,114    | ▲52.3%       | 147          | 順差▼  |
| 2022 | 3,978,105 | ▼24.6%   | 173      | 3,071,317    | ▼7.8%        | 161          | 906,788      | ▼53.4%       | 160          | 順差▲  |
| 2023 | 5,855,078 | ▲47.2%   | 160      | 4,516,142    | ▲47.0%       | 152          | 1,338,936    | ▲47.7%       | 153          | 順差▲  |
| 2024 | 7,315,338 | ▲24.9%   | 156      | 4,863,011    | ▲7.7%        | 143          | 2,452,327    | ▲83.2%       | 146          | 順差▼  |

2023年的兩國貿易項目如下：
出口至烏干達的前10大項目為：印刷版、滾筒與其他印刷組件之印刷机以及打印机、复印机與傳真機；塑料板、片、箔、薄膜與扁條；卑金屬製家具、門、窗、楼梯、箱盒、帽架與類似品之架座與配件；橡膠或塑膠加工機或以此類原料製造產品之機械；丙烯或其他烯烃之聚合物；氯乙烯或其他鹵化烯烃之聚合物；內科、外科、牙科或兽医用儀器與用具；電話機（包括智能手机），以及其他傳輸或接收聲音、圖像之有線或无线网络通訊器具；具有特殊功能之機器與機械用具；碟片、磁带、固態非揮發性儲存裝置、智慧卡與其他錄音或錄製之媒體等。
自烏干達進口的前10大項目為：咖啡、咖啡荳殼與荳皮、含咖啡成分之代替品；松香與樹脂酸及其衍生物、松香精與松香油、流動膠；乾魚、鹹魚、燻魚；烟叶；碟片、磁带、固態非揮發性儲存裝置、智慧卡與其他錄音或錄製之媒體；茶葉；象牙、龜殼、鲸须、獸角、鹿角，以及蹄、甲、爪、喙；活植物、插穗與裔芽、菇類菌種；香草；特殊物品，含進口未超過5萬新臺幣之小額報單與其他零星物品等。

### 組織
目前已成立烏干達臺灣商會。

## 司法

### 犯罪事件
2016年4月23日，中華人民共和國（以下簡稱對岸）貴州省公安廳破獲大型電信詐騙案，詐騙據點在非洲烏干達境內，涉及金額1億1,700萬人民幣，共逮捕62人，其中有10名中華民國籍。此案件涉及對岸20多個省市、超過180起電信詐騙案，也是對岸近年來最大的單筆電信詐騙案。此案發生在2015年12月，貴州警方深入追查後發現主嫌為台灣人，並將詐騙機房設於非洲烏干達，全案依《兩岸共同打擊犯罪及司法互助協議》偵辦。對岸於2016年1月5日派工作小組抵台會商、提供情資，2個月內陸續在桃園、新竹、台中等地逮捕17名車手、38名嫌犯（不包含原先逮捕的62人），查扣銀聯卡1,983張、贓款668萬，分別移送臺灣桃園地方法院檢察署及各地檢署偵辦。2017年1月20日，又逮捕躲藏台灣的旗下機房成員共23人，依詐欺罪移送地檢署偵辦。
臺灣私立中州科技大學涉嫌以高額獎學金與校外打工實習機會吸引烏干達學生赴臺就讀，結果獎學金跳票，10多名學生繳不出學費，被送到工廠淪為過勞黑工。2022年1月21日，臺灣彰化地方檢察署指揮內政部移民署、彰化縣警察局搜索偵辦，依違反《人口販運防制法》、《刑法詐欺罪》與《就業服務法》，檢察官聲押該校前推廣中心主任獲准、副校長30萬元新臺幣交保、前行政助理5萬交保、國際交流中心主任與組長均限制住居後請回，校長則已請辭。2月，教育部召開私校諮詢會做出決議，中州科技大學自111學年度起全面停招新生。10月，偵查終結，將校方、仲介公司、苗栗縣政府與內政部移民署共10人依數項罪名提起公訴。後校方主動申請停止全部招生，10月31日，教育部核定自111學年度起停止全部招生，並將於111學年度結束時停辦。
有2名臺灣人經由Facebook的招募廣告前往烏干達的賭場工作，由於雇主積欠薪資，表達希望返回臺灣，遭到雇主夥同穿著軍警制服的當地人毆打，其後前往警察局報案卻被拘留。2022年3月，在友人協助下獲釋，但護照仍被賭場非法扣留。

## 簽證

持中華民國護照的中華民國國民簽證要求分布圖：入境烏干達可以電子簽證。

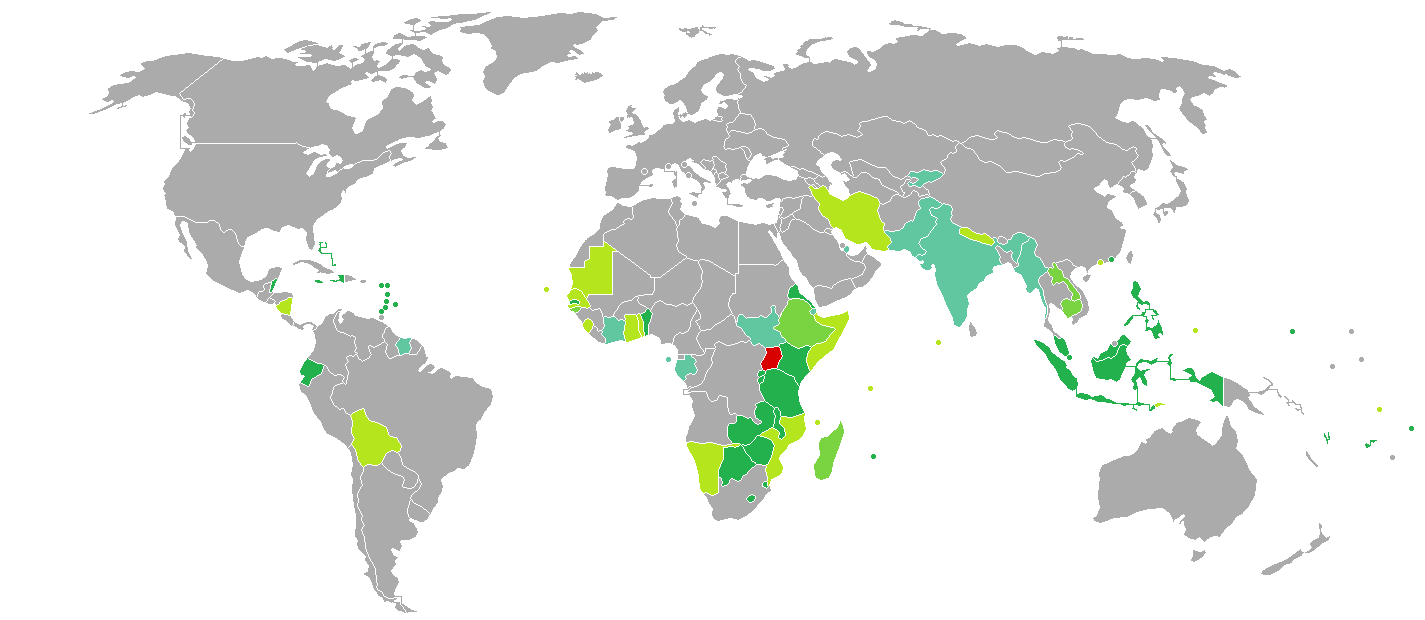
持烏干達護照的烏干達人口簽證要求分布圖：入境中華民國需要簽證。

兩國國民皆須申請簽證方可入境對方國家。烏干達政府對所有地區的國民皆給予簽證優惠待遇，持中華民國護照的中華民國國民可至烏干達移民局網站申請入境或轉機電子簽證。入境須出示黃熱病的疫苗接種證明（黃皮書）。「东非旅遊簽證」可通行乌干达、卢旺达與肯尼亚3國，可多次入出境，效期90天並不得延期。
持烏干達護照的烏干達國民抵台參加由中央政府機關主辦、協辦或贊助之國際會議、運動賽事、商展或其他活動，亦可以電子簽證入境中華民國，停留最多30天並不得延期。

## 交通

### 航空

#### 客運
兩國無直航班機，可經由（不計航點遠近，截至2023年6月30日）：
- 臺北→杜拜、伊斯坦堡、阿姆斯特丹，再轉機前往烏干達的恩德培国际机场。

## 外部連結
- 中華民國外交部－烏干達共和國簡介 （页面存档备份，存于）
- 駐南非共和國台北聯絡代表處
- 台灣駐索馬利蘭共和國代表處
- 外交部領事事務局－國外旅遊警示分級表
- 中華民國衛生福利部－國際旅遊疫情建議等級
- 中華民國國際經濟合作協會 （页面存档备份，存于）
- 烏干達臺灣商會的Facebook專頁